# Wolfgang Hilbig
Wolfgang Hilbig (Meuselwitz, 31 augustus 1941 - Berlijn, 2 juni 2007) was een Duitse schrijver en dichter.
Hilbig woonde en werkte jarenlang in de DDR, waar hij in Oost-Berlijn en in Leipzig woonde. In deze periode was hij aanvankelijk in verscheidene technische banen werkzaam, onder meer als stoker. In 1979 besloot hij zich geheel toe te leggen op het schrijven, in eerste instantie van gedichten. Uitgebracht werk in de Bondsrepubliek deed hem een paar weken in voorarrest belanden en leverde hem een geldboete op omdat hij zich hiermee aan een deviezenmisdrijf zou hebben schuldig gemaakt. In 1985 wist hij een uitreisvisum te bemachtigen en verkaste naar West-Duitsland. Sinds het begin van de jaren negentig woonde hij weer in Berlijn.
In 1989 debuteerde Hilbig met zijn eerste roman, Eine Übertragung, die lovende kritieken ontving. In 1993 kwam Ich uit, een roman waarin vanuit het perspectief van een informant van de Stasi de laatste periode van de DDR wordt beschreven en waarmee hij de meeste bekendheid verwierf. Daarna verschenen nog een aantal andere werken, waaronder Das Provisorium (2000) dat autobiografisch is getint. Centraal in zijn boeken staat het dubbelleven als arbeider en schrijver in de DDR en de zoektocht naar individualiteit.
Hij ontving tijdens zijn leven een heel scala aan prijzen, waaronder op het laatst - in 2002 - ook de gerenommeerde Georg-Büchner-Preis, de hoogste literatuurprijs van Duitsland.
Wolfgang Hilbig overleed op 65-jarige leeftijd aan kanker.
- Bibsys: 90131958
- Biblioteca Nacional de España: XX1701581
- Bibliothèque nationale de France: cb120378150 (data)
- CiNii: DA03014715
- Digitale Bibliotheek voor de Nederlandse Letteren: hilb005
- Gemeinsame Normdatei: 119076993
- International Standard Name Identifier: 0000 0001 2135 6282
- Library of Congress Control Number: n80153692
- Nationale Bibliotheek van Letland: 000265370
- Bibliotheek van het Japanse parlement: 00938323
- Nationale Bibliotheek van Tsjechië: jn19990003505
- Nationale bibliotheek van Australië: 36078571
- Nationale Bibliotheek van Israël: 987007262651705171
- Nationale Bibliotheek van Polen: a0000002797487
- Nationale en Universitaire bibliotheek Zagreb: 000533816
- Nederlandse Thesaurus van Auteursnamen: 068480636
- Réseau des bibliothèques de Suisse occidentale: 02-A003371162
- LIBRIS: 312887
- Système universitaire de documentation: 028568370
- Trove: 1208056
- Virtual International Authority File: 61563199
- WorldCat: E39PBJwhw7Wfv73h8GVQj44H4q